# HNK Konavljanin Čilipi
HNK Konavljanin je nogometni klub iz Čilipa, mjesta u općini Konavle. U sezoni 2024./25. se natječe u 1. ŽNL Dubrovačko-neretvanske županije.

## Povijest
Klub je osnovan 1947. godine. Prvi predsjednik kluba bio je Antun Skurić-Ivičev.

## Klupski uspjesi
Najveći klupski uspjeh je ulasak u četvrtfinale Hrvatskog nogometnog kupa 2006. godine, nakon što su prethodno eliminirali Segestu i Varteks. Prvi susret na Kantridi otišao je u korist Riječana - bilo je 3:1, a u uzvratu je Konavljanin vodio 2:0 pogocima Thiaga Rodrigueza i Dubravka Zrilića sve do posljednje minute sudačke nakonade. Tada je riječki vratar Dragan Žilić dotrčao u šesnaesterac domaćina i glavom pogodio za eliminaciju Konavljanina. 
U Kupu 2008./09. Konavljanin je eliminiran od prvoligaša Hajduka ishodom 0:2.

## Vanjske poveznice
- Profil, HNS Semafor
- www.tportal.hr - Vratar Žilić u sudačkoj nadoknadi spasio Rijeku  Arhivirana inačica izvorne stranice od 6. ožujka 2016. (Wayback Machine)
- www.tportal.hr - Žilić: 'Zabio sam kao nekada Lilian Thuram'  Arhivirana inačica izvorne stranice od 5. ožujka 2016. (Wayback Machine)